# 王凡 (1924年)
王凡（1924年—），原名王宝臣，男，满族，黑龙江巴彦人，中国病理学家，曾任第一军医大学教授、博士生导师。